# Prix de Gaulle-Adenauer
Le prix de Gaulle-Adenauer (en allemand : Adenauer-de Gaulle-Preis) est décerné à des personnes qui œuvrent pour la coopération franco-allemande. Il est nommé d'après le chancelier allemand Konrad Adenauer et le président de la République française Charles de Gaulle.
Les deux dirigeants ont œuvré dans l'après-Guerre pour la réconciliation des deux pays, anciens ennemis, et sont les signataires du traité de l'Élysée de 1963.
Le prix a été décerné pour la première fois le 22 janvier 1988.

## Lauréats
- 1989: Le Bureau international de liaison et de documentation (BILD) et la Gesellschaft für übernationale Zusammenarbeit (GüZ) - voir BILD-GÜZ
- 1990: Ludwigsburg et Montbéliard, villes du premier jumelage franco-allemand
- 1992: le mécène Alfred Toepfer et le germaniste Pierre Grappin
- 1993: le jumelage entre  Heidelberg et Montpellier
- 1994: Reimar Lüst et Pierre Laffitte
- 1996: Hans Lutz Merkle (Robert Bosch) et Airbus Industrie
- 1997: Hans Stercken und Brigitte Sauzay
- 1998: Heiko Engelkes et Anne-Marie Denizot
- 1999: Hanna Schygulla et Patricia Kaas
- 2000: Ulrich Wickert (NDR) et Daniel Vernet (Le Monde)
- 2001: Anneliese Knoop-Graf et Hélène Viannay résistantes allemande et française
- 2002: le partenariat régional Rhénanie-Palatinat / Bourgogne
- 2003: DeutschMobil et FranceMobile
- 2004: Audrey Tautou et Daniel Brühl
- 2005: Helmut Schmidt et Valéry Giscard d’Estaing
- 2007: Helmut Kohl et Jacques Delors
- 2008: Anselm Kiefer et Christian Boltanski
- 2011: le chef d'orchestre Kurt Masur et le compositeur et chef d'orchestre Pierre Boulez
- 2012: Edzard Reuter et Jean François-Poncet pour les rencontres franco-allemandes d'Évian
- 2013: l'office franco-allemand pour la jeunesse
- 2014: la chaîne franco-allemande ARTE
- 2016: la ville de Verdun
- 2017: l'école professionnelle de Kehl
- 2018: le groupe franco-allemand Zweierpasch
- 2019: l'Association Une Terre Culturelle de Marseille
- 2020: La Garde aérienne allemande